# Holacanthida
Ordre
Les Holacanthida sont un ordre de radiolaires de la classe des Acantharea.

## Liste des familles
Selon IRMNG (21 mars 2021) et World Register of Marine Species (21 mars 2021) :
- famille des Acanthochiasmidae Haeckel, 1862
- famille des Acanthocollidae Schewiakoff, 1926
- famille des Acanthoplegmidae Schewiakoff, 1926